# Tube Alloys
Tube Alloys era un criptonimo usato durante la seconda guerra mondiale per indicare le armi nucleari, in un'epoca in cui la semplice possibilità di ottenere un'arma nucleare era tenuta a un livello di segretezza così alto che vi veniva fatto riferimento con un criptonimo anche nelle più alte sfere del governo statunitense. L'utilizzo più noto del termine fu fatto in una sezione dell'Accordo di Québec, tra Franklin D. Roosevelt e Winston Churchill, del 19 agosto 1943, formalmente intitolato "Articoli di accordo governanti la collaborazione tra le autorità degli U.S.A. e del Regno Unito, sulla questione dei Tube Alloys".
È anche il nome informale usato per il progetto atomico britannico, condotto in collaborazione col Canada durante la seconda guerra mondiale, che alla fine fu integrato nel Progetto Manhattan statunitense.
Più avanti, nel corso della guerra, tube alloy finì per riferirsi nello specifico all'elemento sintetico plutonio, la cui semplice esistenza fu tenuta segreta fino al suo uso nella bomba atomica di Nagasaki.